# Weißwurst

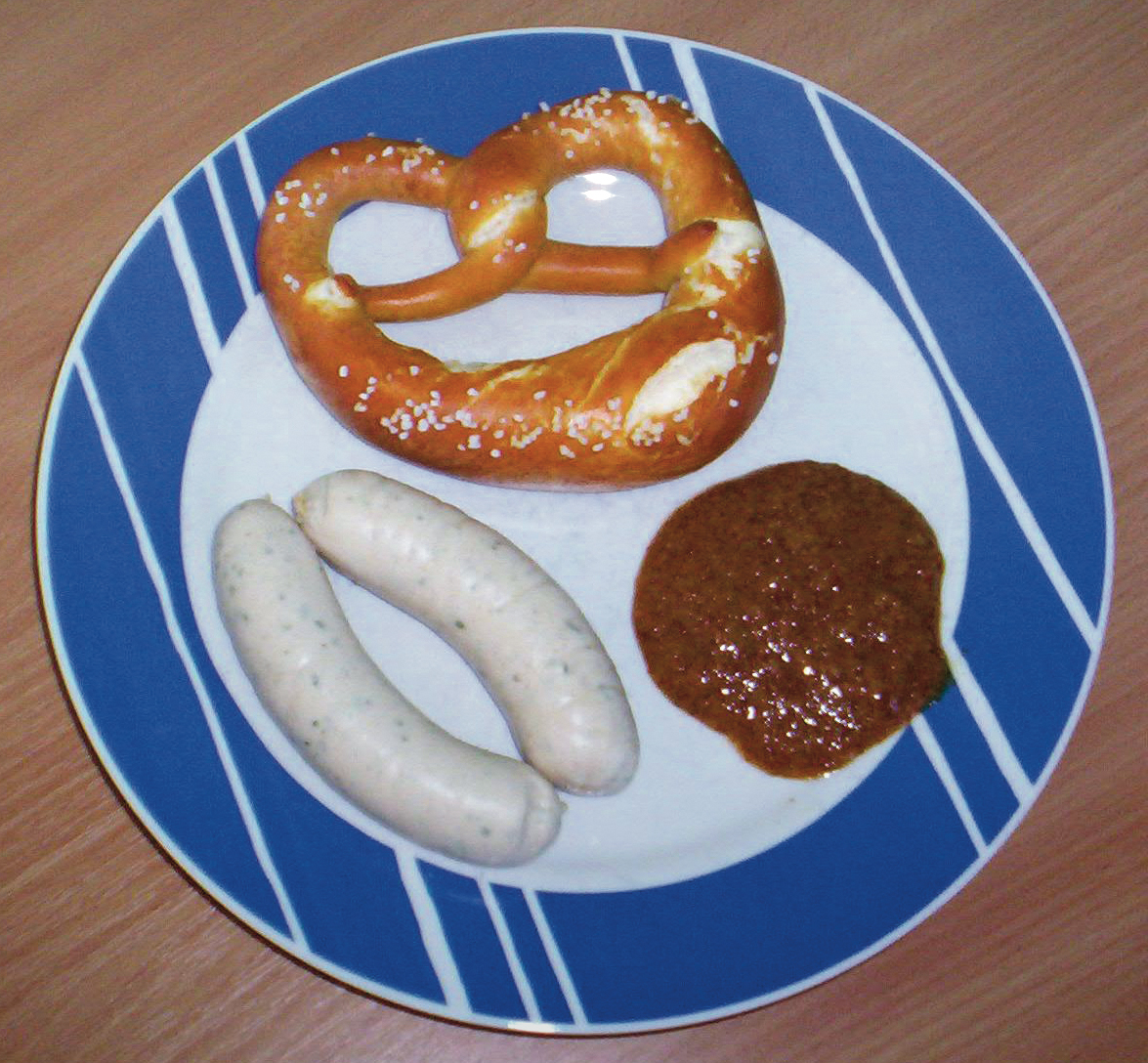
Weißwurst, zoete mosterd en een brezen

Weißwurst, ook wel Münchner Weißwurst genoemd, is een Duitse worstspecialiteit uit Beieren en vooral uit de hoofdstad München, bestaande uit kalfsvlees (al dan niet vermengd met varkensvlees), uien, peterselie, foelie en citroen. Het betreft een geblancheerde worst die niet wordt gepekeld en daarom een grijs-witte kleur heeft. Het recept dateert uit 1857. De worst wordt volgens Beierse traditie alleen 's ochtends gegeten en wordt geserveerd met zoete mosterd en een brezen (broodkrakeling).
De Weißwurst is vergelijkbaar met de Noord-Franse en Waals-Belgische boudin blanc.

## Weißwurstäquator
De Weißwurst is als Beiers symbool in Duitsland zo bekend dat er gesproken wordt over de Weißwurstäquator ('Weißwurstevenaar'), waarmee de grens tussen Beieren en de rest van Duitsland wordt bedoeld. Afhankelijk van de spreker wordt deze grens getrokken bij de Donau, waarmee Noord-Beieren wordt uitgesloten, of de noordelijker stromende Main, waardoor ook Noord-Beieren er nog onder valt.

## Andere Weißwürste
In Duitsland bestaan er ook een Silezische en een Hamburgse Weißwurst.